# هرمان بوزه
هرمان بوزه (انگلیسی: Hermann Buse; ۲۷ فوریهٔ ۱۹۰۷ – ۱ ژانویهٔ ۱۹۴۵) دوچرخه‌سوار اهل آلمان بود.